# عبد الواحد الفاسي
عبد الواحد الفاسي (31 أكتوبر 1949، طنجة) سياسي وطبيب مغربي، عضو باللجنة التنفيذية لحزب الاستقلال منذ سنة 1989، شغل كبرلماني بين 1993 – 1997، ووزير الصحة بين 1998 - 2000. وهو طبيب مختص في أمراض القلب والشرايين.

## نشأته
ولد بمدينة طنجة، حصل على الدكتوراه في الطب بجامعة محمد الخامس بالرباط، وتخصص في أمراض القلب والشرايين بجامعة باريز 5
وهو متزوج وأب لثلاثة أبناء.

### نشاطه السياسي
نشط في صفوف حزب الاستقلال منذ شبابه، والتحق بالمجلس الوطني للشبيبة الاستقلالية كعضو سنة 1968 تحت رئاسة عبد الحق التازي، وبعدها كعضو في المكتب التنفيذي للإتحاد العام لطلبة المغرب التابع للحزب، ما بين سنة 1969 و1972.
سنة 1974 دخل في المجلس الوطني لحزب الاستقلال، وفي 1989 التحق باللجنة التنفيذية للحزب. وهو منسق الروابط المهنية بحزب الاستقلال.
بين سنة 1993 و1997 انتخب كبرلماني عن الدائرة التشريعية لسيدي البرنوصي بالدار البيضاء. وعين كوزير الصحة في حكومة اليوسفي بين 1998 و2000.

## وصلات خارجية
- موقع عبد الواحد الفاسي[وصلة مكسورة]